# Ray Atherton

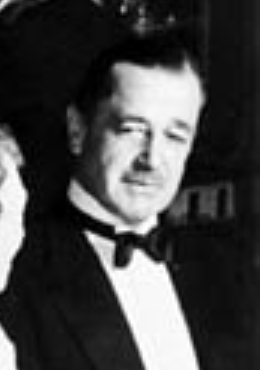
Ray Atherton (1944)

Ray Atherton (* 28. März 1883 in Brookline, Massachusetts; † 14. März 1960 in Washington, D.C.) war ein US-amerikanischer Architekt und Diplomat.

## Leben
Ray Atherton arbeitete zunächst als Architekt und trat dann in den diplomatischen Dienst des US-Außenministeriums. Nach verschiedenen Verwendungen war er Mai 1923 und Juni 1924 Geschäftsträger ad interim der Gesandtschaft im Königreich Griechenland und fungierte damit als kommissarischer Leiter der Gesandtschaft. Im Anschluss folgten wiederum verschiedene Verwendungen im Außenministerium sowie an Auslandsvertretungen wie zum Beispiel zwischen 1930 und 1937 als Botschaftsrat an der Botschaft im Vereinigten Königreich sowie Berater der Delegation bei den Londoner Flottenkonferenzen 1930 und 1935. Am 13. Juli 1937 wurde er zum Außerordentlichen Gesandten und bevollmächtigten Minister im Zarentum Bulgarien ernannt und übergab am 21. Oktober 1937 sein Akkreditierungsschreiben als Nachfolger von Frederick A. Sterling. Er verblieb auf diesem Posten bis zum 5. Juli 1939 und wurde daraufhin von George Howard Earle abgelöst.
Am 7. August 1939 wurde Atheron zum Außerordentlichen Gesandten und bevollmächtigten Minister in Dänemark berufen und übergab am 8. September 1939 als Nachfolger von Alvin M. Owsley sein Akkreditierungsschreiben. Diesen Posten hatte er bis zur Besetzung Dänemarks durch die deutsche Wehrmacht am 9. April 1940 inne, woraufhin er Dänemark am 5. Juni 1940 inne. Am 8. Juni 1943 wurde er Außerordentlicher Gesandter und bevollmächtigter Minister in Kanada und übergab dort als Nachfolger von Jay Pierrepont Moffat am 3. August 1943 sein Beglaubigungsschreiben. Am 18. November 1943 wurde er zum ersten Außerordentlichen und Bevollmächtigten Botschafter in Kanada erhoben und verblieb auf diesem Posten bis zu seinem Ausscheiden aus dem diplomatischen Dienst am 30. August 1948, woraufhin Laurence Steinhardt seine Nachfolge antrat. Als Gesandter beziehungsweise Botschafter in Kanada war er während des Zweiten Weltkrieges an seinem Amtssitz in Ottawa zugleich als Gesandter in Dänemark sowie vom 10. September bis zum 14. Oktober 1943 als Außerordentlicher Gesandter und bevollmächtigter Minister für Luxemburg akkreditiert, ehe die Regierung des Großherzogtums Luxemburg ins Exil nach London ging.
Ray Atheron verstarb am 14. März 1960 an den Folgen einer intrazerebralen Blutung.